# 安东尼奥·马塞奥机场
安东尼奥·马塞奥机场（IATA：SCU，ICAO：MUCH）是一个位于古巴圣地亚哥的国际机场。
机场因古巴独立战争期间著名的军事领袖安东尼奥·马塞奥而得名。

## 概况
该机场在其外墙上有一幅切·格瓦拉的画像。教皇约翰保罗二世在上次对古巴访问期间飞抵该机场，期间往返于该机场与哈瓦那何塞·马蒂国际机场。同样，在古巴的第二次教皇访问期间，在教皇本笃十六世在墨西哥莱昂和瓜纳华托的访问后，前往向哈瓦那之前，他乘飞机到这里进行弥撒等活动。
机场基本上以涡桨飞机为主。然而，喷气式飞机也可以到达该机场。到达该机场的大多数商业航班是国内航班，但每周也有大约二十国际航班。现在这些国际航班大多由国内航空公司完成，然而一些外国航空公司也很有兴趣未来在该机场开启国际航班。

## 航线和目的地

### 客运
| 航空公司       | 目的地                                                                               |
| -------------- | ------------------------------------------------------------------------------------ |
| Aero Caribbean | 哈瓦那, 太子港                                                                       |
| Aerogaviota    | 科科岛, 哈瓦那, 奥尔金, 巴拉德罗                                                     |
| 美国航空       | 包机: 迈阿密                                                                         |
| American Eagle | 包机: 迈阿密                                                                         |
| 蓝景航空       | 米兰-马尔彭萨, 罗马–菲乌米奇诺                                                       |
| 古巴航空       | 哈瓦那, 马德里, 蒙特利尔–特鲁多, 巴黎-奥利, 太子港, 圣多明各–亚美利加, 多伦多–皮尔逊 |
| InterCaribbean | 普羅維登西亞萊斯島                                                                   |
| 日出航空       | 太子港                                                                               |
| 阳翼航空       | 季节性: 蒙特利尔–特鲁多, 多伦多–皮尔逊                                               |

## 古巴圣地亚哥空军基地
该机场是古巴革命武装力量的基地：
- 第35运输团- 安-2和安-26运输机
- 第36直升机团-  MI-8和Mi-24直升机

该直升机停机坪现在是在机场的北端的行政专机航站楼的一部分。

## 事故和意外
- 1959年10月2日，在执行哈瓦那到古巴圣地亚哥的安东尼奥·马塞奥机场飞行途中，一架古巴航空的子爵飞机被三名男子劫持，并带到美国。这架飞机降落在迈阿密国际机场。[2]
- 2010年11月4日，加勒比海航空883号班机空难，一架ATR 72-212，坠毁在古巴中部，机上有68人。坠毁前，这架飞机预计从古巴圣地亚哥飞往哈瓦那。据报道乘客中有28名外国人。没有幸存者。[3][4]